# Fred M. Vinson
Fred M. Vinson, właśc. Frederick Moore Vinson (ur. 22 stycznia 1890, zm. 8 września 1953) – amerykański prawnik, urzędnik administracji amerykańskiej, służył we wszystkich trzech rodzajach władzy w USA (ustawodawczej, wykonawczej i sądowniczej). Prezes Sądu Najwyższego Stanów Zjednoczonych w latach 1946–1953.

## Wczesne lata
Vinson urodził się w Lawrence County w Kentucky w tamtejszym budynku więziennym, gdzie pracował jego ojciec. Przyszły szef wymiaru sprawiedliwości miał paradoksalnie wielu przyjaciół wśród więźniów tego zakładu.
Zdobył wykształcenie w Centre College w swoim rodzinnym stanie, a w czasie I wojny światowej służył w armii. Po demobilizacji został prawnikiem w małym miasteczku Louisa, które liczyło podówczas zaledwie 2,5 tys. mieszkańców. Niedługo potem został prokuratorem w jednym z okręgów swego rodzinnego stanu.

## Kongresmen
W roku 1924 kandydował, w barwach Partii Demokratycznej, w wyborach uzupełniających w swoim okręgu wyborczym i wygrał. Jednakże po dwóch kadencjach (1928) przegrał, zapewne z powodu poparcia, jakiego udzielił niepopularnemu w tym regionie kandydatowi prezydenckiemu demokratów Alowi Smithowi. Odzyskał jednak mandat kongresmena w roku 1930 i zasiadał w nim ponownie w latach 1931–1937. W kongresie uważany był za przyjaciela ówczesnego senatora z Missouri Harry’ego Trumana.

## Sędzia
Jego kariera parlamentarna skończyła się w 26 listopada 1937 roku, kiedy to prezydent Franklin Delano Roosevelt mianował go sędzią sądu apelacyjnego w Dystrykcie Kolumbii. Funkcję tę pełnił do czasu swej rezygnacji 27 maja 1943 roku.

## Sekretarz gabinetowy
Vinson zrezygnował z kariery sędziowskiej, aby zostać szefem urzędu ds. ekonomicznej stabilizacji, którego zadaniem była walka z inflacją. Pełnić czas jakiś różne funkcję rządowe do czasu, gdy nowy prezydent Truman powołał go (23 lipca 1945) na sekretarza skarbu.
Jego głównym zadaniem jako członka rządu było zajęcie się stabilizacją sytuacji gospodarczej USA tuż po wojnie.

## Prezes Sądu Najwyższego
24 czerwca 1946 roku, po śmierci dotychczasowego prezesa SN H. Fiske Stone’a, prezydent Truman mianował Vinsona jego następcą.
W czasie swej kadencji (prezes SN ma równy głos ze wszystkimi innymi sędziami) napisał 77 opinii 11 zdań odrębnych, m.in.:
- Sweatt v. Painter (w sprawie praw obywatelskich czarnoskórych dzieci w Teksasie, podobnie jak sprawa McLaurin v. Oklahoma State Regents(inne języki)).
- Francis v. Resweber

Jedną z ostatnich spraw, jakie sąd Vinsona rozstrzygnął było podtrzymanie w roku 1953 wykonanego niebawem wyroku śmierci na małżeństwo Rosenbergów za szpiegostwo.
Vinson zmarł 8 września 1953. Jego następcą prezydent Dwight D. Eisenhower mianował Earla Warrena. Vinson był więc ostatnim prezesem SN mianowanym przez demokratycznego prezydenta. Przyjmował też dwukrotnie przysięgę prezydencką (od Trumana w roku 1949 i Eisenhowera w 1953).